# Caro (mitologia)
|  | Per a altres significats, vegeu «Caro». |

El Caro és un ésser mitològic de l'imaginari popular valencià que se sol ubicar tradicionalment pels voltants del Montdúver, a la Safor. Es tracta d'una barreja d'home i ocell, amb el cap d'home barbut i el cos de duc o mussol, amb llargues ales, que va volant de nit i xiulant com els pastors tot buscant unes cabres perdudes. Se'l pot sentir de nit mentre mira de reunir-les al crit de «ja en tinc una, ja en tinc dos, ja en tinc tres...».
La llegenda explica que el Caro era un pastor de cabres que vivia en una cova als vessants del Montdúver. Allà, abeurava el seu ramat a la Font de l'Ull, un indret real que es pot visitar al terme de Xeraco (on també hi ha la Cova del Caro, la llar del pastor). Un dia va rebre la visita d'un misteriós pelegrí que li va demanar la caritat d'un plat a taula. El Caro, no volent sacrificar cap del seus cabrits, li va cuinar un gat sense dir-li-ho però el pelegrí ho va descobrir i va fer reviure l'animal, que va saltar del plat i va fugir. Com a venjança, el pelegrí va maleir el pastor al crit de «Caro eres i Caro seràs, el teu ramat mai no el trobaràs». Des d'aleshores, el Caro vola de nit, convertit en un ocell espantós.